# Васильева, Елена Васильевна (футболистка)
Елена Васильевна Васильева (6 ноября 1976) — российская футболистка, вратарь и защитница, тренер. Мастер спорта России.

## Биография
Занималась футболом с 12 лет. В первое время выступала на позиции вратаря, в том числе во взрослом футболе, но потом из-за невысокого роста переведена на роль полевого игрока. Вызывалась в молодёжную сборную России. Играла за клубы высшей лиги России — петербургские «Сила», «Аврора». Также выступала в низших лигах России за «Калужанку» и петербургские «Смену» и «Искру» и в Финляндии за «Ладэнсо», «Суолахти», «Миммифутис» (Куопио). В 1995 году включена в список 33-х лучших игроков сезона под № 3 на позиции вратаря.
Также принимала участие в соревнованиях по футзалу, становилась чемпионкой России в составе «Авроры». После окончания профессиональной карьеры играла в футбол, мини-футбол и пляжный футбол в городских любительских соревнованиях в Санкт-Петербурге.
Окончила ГАФК им. П. Ф. Лесгафта. С 1998 года, параллельно с игровой карьерой, работала детским тренером в ДЮСШ № 2 Невского района Санкт-Петербурга. Также сотрудничала с футбольным клубом «Аврора». Приводила свои команды к призовым местам на первенствах Санкт-Петербурга и России.